# Лердо де Техада, Себастьян
Себастья́н Ле́рдо де Теха́да (исп. Sebastián Lerdo de Tejada, 24 апреля 1827, Халапа-Энрикес — 21 апреля 1889, Нью-Йорк) — президент Мексики с 19 июля 1872 года по 31 октября 1876 года. Младший брат Мигеля Лердо де Техада, автора так называемого «закона Лердо» (См. также Война за реформу).

## Биография
Получил образование юриста. Возглавлял университет в Мехико. Был соратником Бенито Хуареса, в 1855—1857 гг. служил в Верховном суде.
5 июня—16 сентября 1857 года и 12 сентября 1863—12 июня 1868 года был министром иностранных дел, одновременно 12 сентября 1863—14 января 1868 года — министром внутренних дел и 12 сентября 1863—11 сентября 1863 — министром юстиции. С 1867 года занимал пост председателя Верховного суда. В 1871 году являлся соперником Хуареса на президентских выборах, однако потерпел поражение, заняв 3-е место. После смерти Хуареса избран президентом.
Став главой государства, добился задуманного Хуаресом учреждения Сената — верхней палаты Конгресса, призванной уравновесить его (изначально конституция 1857 года предусматривала однопалатный парламент). Вел борьбу с местными каудильо, в частности, при нем был разбит Мануэль Лосада (англ.), раздававший индейским деревням помещичьи земли. В период его президентства был принят закон о реформах, ограничивший экономическую и политическую власть церкви. Основные антиклерикальные законы были включены в конституцию.
Для исключения зависимости Мексики от США Лердо де Техада взял курс на восстановление дипломатических отношений с европейскими странами, которые были испорчены после Франко-мексиканской войны.
Президент желал соединить столицу с главными городами штатов с помощью телеграфа. При нем было проложено 1600 миль телеграфных линий.
В 1873 году была открыта линия Веракрус—Мехико. Лердо де Техада активно выдавал железнодорожные концессии англичанам. При этом он всячески противился строительству дорог с юга на север — к американской границе, считая, что «пустыня разделяет силу и слабость». Однако под давлением крупных помещиков севера страны президент отдал концессию на строительство такой дороги мексикано-британской компании. Отказ предоставить Соединенным Штатам концессию на строительство железной дороги из Техаса в Мехико, послужил одной из причин их поддержки мятежа Порфирио Диаса, в результате которого Лердо де Техада вынужден был покинуть страну в 1877 году.